# Восстание полуботковцев
Восстание полуботковцев — вооружённое выступление солдат Второго украинского полка им. гетмана Павла Полуботка, произошедшее в ночь с 4 (17) июля на 5 (18) июля 1917 года в Киеве.
Восстание было вызвано социальными и политическими причинами. С одной стороны, солдаты полка действительно в течение довольно продолжительного времени недоедали, страдали от нехватки медикаментов, содержались в плохих условиях. Однако главной причиной вооружённого выступления послужила непоследовательность и нерешительность Украинской центральной рады в осуществлении провозглашённого лозунга украинской автономии.
В центре противостояния оказалось более 10 тысяч вооружённых солдат и большинство киевлян. Благодаря оперативным действиям Центральной рады и руководства Киевского военного округа (КВО), восстание было быстро подавлено, а большинство его участников направлено на фронт.
Идеологом и вдохновителем восстания считается известный сторонник независимости Украины Николай Михновский, руководитель Украинского военного клуба имени гетмана Павла Полуботка, хотя доказательств его причастности к выступлению «полуботковцев» обнаружено не было.

## Предыстория
Февральская революция привела к стремительной активизации украинского национального движения, которое с первых же дней приобрело массовый характер, охватив не только все слои населения самой Украины, но и украинцев за её пределами, а особенно — украинцев-военнослужащих российской армии и флота.
В отличие от Петрограда, где с первых дней революции оформилось и утвердилось двоевластие (Временное правительство и Петросовет), в Киеве на арену политической жизни вышла и третья сила — Центральная рада).
Среди основателей Центральной рады с самого начала отсутствовало единство мнений относительно будущего статуса Украины. Сторонники её независимости (самостийники) во главе с Н. Михновским выступали за немедленное провозглашение независимости. Автономисты (В. Винниченко, Д. Дорошенко и их сторонники) видели Украину автономной республикой в федерации с Россией.
6—8 (19—21) апреля в Киеве состоялся Всеукраинский национальный съезд. В мае под эгидой Рады прошёл ряд «всеукраинских» съездов: военный, крестьянский, рабочий, кооперативный. Решительное требование «немедленного провозглашения особым актом принципа национально-территориальной автономии» содержалось в решениях Первого Всеукраинского военного съезда (5—8 (18—21) мая), прошедшего по инициативе общественно-политической организации — Украинского военного клуба имени гетмана Павла Полуботка, которым руководил Н. Михновский. Военный съезд высказался за реорганизацию российской армии по национально-территориальному принципу и формирование украинской национальной армии. В резолюции съезда «Об украинизации армии», в частности, содержалось требование о том, что «в существующих подразделениях тыловых частей все военнослужащие-украинцы, как офицеры, так и солдаты, должны быть немедленно выделены в отдельные части… На фронте это выделение должно проходить постепенно — в зависимости от тактических и других военных обстоятельств, с тем чтобы это выделение не вносило дезорганизацию на фронте». Для руководства формированием национальных вооружённых сил съезд избрал Украинский генеральный войсковой комитет (УГВК), который возглавил Симон Петлюра.
На территории Украины в этот период располагался Юго-Западный фронт и часть Румынского фронта, созданного в декабре 1916 г. Согласно статистическим данным, на начало 1917 г. из 6798 тыс. военнослужащих действующей российской армии и 2260 тыс., находившихся в запасных частях, украинцы составляли 3,5 млн. Треть российской армии (25 корпусов) размещалась на Украине. Юго-Западный фронт на 1 апреля 1917 г. насчитывал 2315 тыс. солдат и офицеров, а с тыловыми частями и органами — 3265 тыс., из которых 1,2 млн составляли украинцы. Румынский фронт насчитывал 1007 тыс., а с тыловыми частями — 1500 тыс. солдат и офицеров, 30 процентов которых составляли украинцы. В прифронтовых и ближайших тыловых городах Украины, по некоторым подсчётам, находилось 44 гарнизона, насчитывавших 452,5 тыс. солдат и офицеров.
Первый военный съезд положил конец нерешительности Центральной рады в отношениях с Временным правительством, о чём свидетельствует резолюция съезда — «потребовать от Временного правительства и Совета рабочих и солдатских депутатов немедленного объявления особым актом национально-территориальной автономии Украины». 16 (29) мая на переговоры в Петроград направилась делегация Центральной рады. Одним из её требований было: «В интересах поднятия боевой мощи армии и восстановления дисциплины необходимо проведение в жизнь выделения украинцев в отдельные войсковые части как в тылу, так, по возможности, и на фронте». Однако Временное правительство не спешило с ответом, а военный министр Керенский занял в отношении украинизации армии враждебную позицию. Не найдя взаимопонимания с Временным правительством и Петросоветом, делегация вернулась в Киев.
Тем временем на Украине приступил к работе Украинский генеральный войсковой комитет (УГВК). Учитывая состав комитета, однако, в нём не было и не могло быть единства взглядов на пути и темпы создания как украинской государственности, так и вооружённых сил. Склонность к радикальным действиям и приверженность независимости Украины в УГВК олицетворял Николай Михновский, которому противостоял прежде всего Владимир Винниченко, а в самой Центральной раде — и Михаил Грушевский, которые не только не разделяли взглядов Михновского, но и считали их объективно вредными, даже преступными для тогдашнего этапа создания украинского государства. К этому крылу формально относился и Симон Петлюра. Отсутствие внутреннего согласия мешало работе УГВК. К тому же большинство членов УГВК вообще были мало подготовлены к той роли, которая им выпала, — они были либо гражданскими людьми, либо малоквалифицированными военными специалистами, которые занимали низшие офицерские чины, да и то полученные в основном в условиях тотального призыва на штабную службу в годы войны.
10 (23) июня 1917 года был обнародован Первый Универсал Украинской центральной рады, провозгласивший в одностороннем порядке национально-территориальную автономию Украины в составе России.
28 июня (11 июля) 1917 года в Киеве начались переговоры делегации Временного правительства и Украинской центральной рады. 2 (15) июля 3 (16) июля была подписана совместная декларация Временного правительства и Центральной рады. В тот же день Центральная рада провозгласила Второй Универсал, в котором было заявлено, что «мы, Центральная Рада,… всегда стояли за то, чтобы не отделять Украину от России». Генеральный секретариат объявлялся «органом Временного правительства», признавалась необходимость пополнения Рады за счёт представителей других национальностей, проживающих на территории Украины, и, самое главное, декларировалось, что Рада выступает решительно против самовольного объявления автономии Украины до Всероссийского учредительного собрания. По сути, Второй Универсал подтверждал отказ от провозглашения автономии Украины до созыва Всероссийского Учредительного собрания и практически перечёркивал все прежние обещания УЦР и постановления всех всеукраинских съездов, которые Центральная рада была призвана выполнять.

## Выступление «полуботковцев»
Полк численностью 5 тыс. человек, сформированный в Чернигове, ещё 21 июня (4 июля) прибыл в Киев для отправки на фронт, но под влиянием агитации «самостийников» солдаты потребовали переформирования в отдельный украинский полк им. гетмана Павла Полуботка и включения его в состав одного из корпусов, которые планировалось укомплектовывать украинцами. Военное командование отказалось удовлетворить эти требования, настаивая на немедленной отправке полка на фронт. Это требование поддержала и Центральная рада, которой не хотелось иметь под боком организованных вооружённых людей, контролируемых «самостийной» оппозицией.
Центральная рада направила на переговоры с «полуботковцами» делегацию, в состав которой вошёл и Симон Петлюра, на тот момент генеральный секретарь по военным делам Генерального секретариата и глава Украинского генерального войскового комитета (УГВК). Выступая перед полком, он призвал солдат от имени УГВК «не становиться на путь анархии, потому что это нарушает план, по которому УГВК проводит формирование украинской армии». Переговоры, однако, не дали результатов. Тем временем провал наступления российских войск, начавшееся контрнаступление немецкой армии и провозглашение Центральной радой Второго Универсала подтолкнули «полуботковцев» к восстанию.
УГВК, располагавший подробной информацией о настроениях в полку, в ночь на 4 (17) июля созвал совещание представителей частей киевского гарнизона. Постановлением УГВК на это совещание был делегирован Петлюра. Представители «полуботковцев» в своих выступлениях обвиняли Центральную раду, Генеральный секретариат и УГВК в угодничестве перед Временным правительством, низкой активности и равнодушии к проблемам армии. Они требовали, чтобы Временное правительство признало Центральную раду и Генеральный секретариат верховной властью на Украине, а также чтобы сама Центральная рада признала их часть действующим Вторым украинским пехотным полком им. гетмана Павла Полуботка. Центральная рада, однако, отказалась поддержать восстание.
В ночь на 5 (18) июля, захватив оружие в казармах 1-го украинского запасного полка, а также реквизировав автомобили в Железнодорожном батальоне и 3-м автопарке, «полуботковцы» захватили штаб милиции и комендатуру Киева, арестовали начальника милиции и коменданта, разоружили юнкеров, захватили интендантские склады и другие учреждения. Одновременно планировались выступления в Житомире, Чернигове, Коростене, Полтаве, Умани, Александровске, Юзовке, Одессе и разоружение российских военных эшелонов на линии Звенигородка — Христиновка — Знаменка. На помощь восставшим вышел Звенигородский кош Свободного казачества. Казаки добрались поездом до станции Мотовиловка, в 30 км от Киева, и, лишь узнав о прекращении восстания, повернули назад. Не желая братоубийственного кровопролития в вооружённом противостоянии между «полуботковцами» и Первым украинским полком им. гетмана Богдана Хмельницкого, который получил от Генерального секретариата приказ подавить восстание, руководители восстания вернули полк в казармы.
8 (21) июля Генеральный секретариат постановил отправить «полуботковцев» на фронт в составе отдельного полка им. гетмана Павла Полуботка. Петлюра совместно с другими представителями УГВК убедили «полуботковцев» сложить оружие. 14 (27) июля полк отбыл на фронт. Здесь военное командование, не сдержав обещания, включило их в состав Немировского полка, располагавшегося на передовой в Галиции.